# Tomáš Kubelka
Tomáš Kubelka (* 10. ledna 1993 Jablonné nad Orlicí) je český reprezentant v orientačním běhu. Jeho největším úspěchem je zlatá medaile ze závodu štafet na mistrovství Evropy dorostu 2011 v Jindřichově Hradci. V současnosti běhá za český klub OK Lokomotiva Pardubice a za švédský Malungs OK, za který startuje ve Skandinávii.

## Sportovní kariéra

### Umístění na MS a ME
| Přehled úspěchů na Mistrovství Evropy dorostu | Přehled úspěchů na Mistrovství Evropy dorostu | Přehled úspěchů na Mistrovství Evropy dorostu | Přehled úspěchů na Mistrovství Evropy dorostu |
| Mistrovství Evropy dorostu                    | Sprint                                        | Long                                          | Štafety                                       |
| --------------------------------------------- | --------------------------------------------- | --------------------------------------------- | --------------------------------------------- |
| Jindřichův Hradec 2011                        | 23. místo                                     | 29. místo                                     | 1. místo                                      |

| Přehled úspěchů na Mistrovství světa juniorů | Přehled úspěchů na Mistrovství světa juniorů | Přehled úspěchů na Mistrovství světa juniorů | Přehled úspěchů na Mistrovství světa juniorů | Přehled úspěchů na Mistrovství světa juniorů |
| Mistrovství světa juniorů                    | Sprint                                       | Middle                                       | Long                                         | Štafety                                      |
| -------------------------------------------- | -------------------------------------------- | -------------------------------------------- | -------------------------------------------- | -------------------------------------------- |
| Hradec Králové 2013                          | 35. místo                                    | Q                                            | 48. místo                                    | 11. místo                                    |

### Umístění na MČR
| Umístění na Mistrovství České republiky v orientačním běhu | Umístění na Mistrovství České republiky v orientačním běhu | Umístění na Mistrovství České republiky v orientačním běhu | Umístění na Mistrovství České republiky v orientačním běhu | Umístění na Mistrovství České republiky v orientačním běhu | Umístění na Mistrovství České republiky v orientačním běhu | Umístění na Mistrovství České republiky v orientačním běhu | Umístění na Mistrovství České republiky v orientačním běhu | Umístění na Mistrovství České republiky v orientačním běhu | Umístění na Mistrovství České republiky v orientačním běhu | Umístění na Mistrovství České republiky v orientačním běhu | Umístění na Mistrovství České republiky v orientačním běhu |
| Ročník                                                     | Kategorie                                                  | Klasická                                                   | Krátká                                                     | Sprint                                                     | Dlouhá                                                     | Noční                                                      | Ranking                                                    | Členství v klubu                                           | Štafety                                                    | Kluby                                                      | Sprint. štafety                                            |
| ---------------------------------------------------------- | ---------------------------------------------------------- | ---------------------------------------------------------- | ---------------------------------------------------------- | ---------------------------------------------------------- | ---------------------------------------------------------- | ---------------------------------------------------------- | ---------------------------------------------------------- | ---------------------------------------------------------- | ---------------------------------------------------------- | ---------------------------------------------------------- | ---------------------------------------------------------- |
| MČR 2009                                                   | H16 – mladší dorostenci                                    | 40. místo                                                  |                                                            |                                                            |                                                            |                                                            |                                                            | OB TJ Sokol Žamberk                                        |                                                            |                                                            |                                                            |
| MČR 2010                                                   | H18 – starší dorostenci                                    | 35. místo                                                  | 12. místo                                                  | 15. místo                                                  | 9. místo                                                   |                                                            | 615. místo                                                 | OK Lokomotiva Pardubice                                    | 7. místo                                                   | disk                                                       |                                                            |
| MČR 2011                                                   | H18 – starší dorostenci                                    | 5. místo                                                   | 29. místo                                                  | 4. místo                                                   |                                                            | 10. místo                                                  | 129. místo                                                 | OK Lokomotiva Pardubice                                    | 2. místo                                                   | 1. místo                                                   |                                                            |
| MČR 2012                                                   | H20 – junioři                                              | 19. místo                                                  | 12. místo                                                  | 12. místo                                                  |                                                            | 5. místo                                                   | 54. místo                                                  | OK Lokomotiva Pardubice                                    |                                                            |                                                            |                                                            |
| MČR 2013                                                   | H20 – junioři                                              | 12. místo                                                  | 8. místo                                                   | 8. místo                                                   |                                                            | 14. místo                                                  | 30. místo                                                  | OK Lokomotiva Pardubice                                    |                                                            |                                                            |                                                            |
| MČR 2013                                                   | H21 – muži                                                 |                                                            |                                                            |                                                            |                                                            |                                                            |                                                            | OK Lokomotiva Pardubice                                    | 14. místo                                                  | 6. místo                                                   |                                                            |
| MČR 2014                                                   | H21 – muži                                                 | 4. místo                                                   | 14. místo                                                  | 31. místo                                                  |                                                            |                                                            | 7. místo                                                   | OK Lokomotiva Pardubice                                    | 9. místo                                                   | 3. místo                                                   | 4. místo                                                   |
| MČR 2015                                                   | H21 – muži                                                 | 9. místo                                                   | 20. místo                                                  | 18. místo                                                  |                                                            |                                                            | 14. místo                                                  | OK Lokomotiva Pardubice                                    | 5. místo                                                   | 1. místo                                                   | 13. místo                                                  |
| MČR 2016                                                   | H21 – muži                                                 | 7. místo                                                   | 7. místo                                                   |                                                            |                                                            | 9. místo                                                   | 8. místo                                                   | OK Lokomotiva Pardubice                                    | 4. místo                                                   | 5. místo                                                   |                                                            |
| MČR 2017                                                   | H21 – muži                                                 | 6. místo                                                   | 23. místo                                                  | 8. místo                                                   |                                                            | 7. místo                                                   | 11. místo                                                  | OK Lokomotiva Pardubice                                    | 2. místo                                                   | 3. místo                                                   | 3. místo                                                   |
| MČR 2018                                                   | H21 – muži                                                 | 3. místo                                                   | 27. místo                                                  | 8. místo                                                   |                                                            |                                                            | 3. místo                                                   | OK Lokomotiva Pardubice                                    | disk                                                       | 3. místo                                                   | 2. místo                                                   |
| MČR 2019                                                   | H21 – muži                                                 | 4. místo                                                   | 4. místo                                                   | 6. místo                                                   |                                                            |                                                            | 4. místo                                                   | OK Lokomotiva Pardubice                                    | 4. místo                                                   | 4. místo                                                   | 6. místo                                                   |
| MČR 2020                                                   | H21 – muži                                                 | 6. místo                                                   | 9. místo                                                   | disk                                                       |                                                            | zrušeno                                                    | 5. místo                                                   | OK Lokomotiva Pardubice                                    | 4. místo                                                   | zrušeno                                                    | 4. místo                                                   |
| MČR 2021                                                   | H21 – muži                                                 | 7. místo                                                   | 4. místo                                                   | 5. místo                                                   |                                                            | 4. místo                                                   |                                                            | OK Lokomotiva Pardubice                                    | 3. místo                                                   | 2. místo                                                   | 1. místo                                                   |